# 聖佩德羅佩魯拉潘
聖佩德羅佩魯拉潘（西班牙語：San Pedro Perulapán），是薩爾瓦多的城鎮，位於該國中部，由庫斯卡特蘭省負責管轄，面積90.48平方公里，海拔高度599米，2007年人口44,730，人口密度每平方公里494.36人。
13°46′N 89°2′W / 13.767°N 89.033°W